# Матильда Бранденбург-Зальцведельская
Матильда Бранденбург-Зальцведельская (нем. Brandenburg-Salzwedel; ок.1296 — 1323/1329) — немецкая аристократка, дочь Германа I, маркграфа Бранденбург-Зальцведельского и его супруги Анны Австрийской, дочери короля Германии Альбрехта I. В браке с Генрихом IV Верным — княгиня Жаганьская, Глоговская, Сцинавская и Великопольская.

## Биография
5 января 1310 года был заключен выгодный брак между жаганьским князем Генрихом IV и Матильдой. Согласно брачному контракту, в городах Кросно-Оджаньске и Жагани были расставлены бранденбургские гарнизоны. Эти города вернулись под контроль сыновей Генриха III в 1319 году. В рамках укрепления отношений с домом Асканиев Генрих IV вместе с младшими братьями Конрадом и Болеславом 3 марта 1310 года на съезде в Берлине отказались от своих претензий на Гданьское Поморье в пользу маркграфов Вальдмара и Иоганна Бранденбургских. Последние вскоре также отказались от претензий на Гданьское Поморье за большую денежную сумму в пользу Тевтонского ордена.
После смерти матери Матильды Брауншвейг-Люнебургской в 1318 году Генрих IV вместе с братом Пшемыслом унаследовали Глогувское княжество, а в 1321 году  окончательно разделили свои владения: Генрих стал единолично править в Жагани, а Пшемысл ― Глогуве. 
В затяжной борьбе за власть Генрих IV заключил соглашение с маркграфами Бранденбурга, надеясь на их военную поддержку. До реализации этих планов дело не дошло из-за смерти в 1319 году маркграфа Вальдемара и прекращения бранденбургской ветви династии Асканиев в 1320 году.
Умерла Матильда по одним данным в 1323 году, по другим данным 31 мая 1329 года.

## Дети
- Ядвига (ок. 1316—1348), аббатиса в Требнице
- Генрих V Железный (ок. 1319—1369), князь Жаганьский, Глогувский и Сцинавский
- Саломея (ок. 1320 — ок. 1359), жена с 1335 года Генриха II фон Рейсса, фогта Плауэна (ум. 1350)
- Агнесса (ок. 1321—1362), 1-й муж с 1332 года князь Лешек Рацибужский (1290/1292 — 1336), 2-й муж с 1341 года князь Людвик I Бжегский (1313/1321 — 1398).